# Sohmer Piano Building
Il Sohmer Piano Building è un vecchio edificio di New York (Stati Uniti), facilmente riconoscibile dalla cupola d'oro.
È stato inaugurato nel 1897 in stile "Beaux-Arts" e si trova tra la Fifth Avenue, 170, 22nd Street, a sud-ovest del Flatiron Building, vicino a Madison Square a Manhattan.
Ha 13 piani ed ospita appartamenti.